# Aurèle Nicolet
Aurèle Nicolet (Neuchâtel, 1926. január 22. – Freiburg im Breisgau, 2016. január 29.) svájci fuvolaművész, pedagógus.

## Élete, munkássága
Apja Georges Nicolet gimnáziumi tanár, anyja Yvonne Probst volt. Zenei tanulmányait Zürichben kezdte, ahol André Jaunet-nál fuvolát, Willy Burkhardnál zeneelméletet tanult. Ezt követően a Párizsi Konzervatóriumban Marcel Moyse-nál folytatta fuvola tanulmányait, Yvonne Drappier-nél a zeneelméletet. A konzervatóriumban 1947-ben végzett kitüntetéssel (Premier Prix du Conservatoire). 1948-ban első díjat szerzett a genfi nemzetközi zenei versenyen.
Még tanulmányai alatt, 1945 és 1947 között a Zürichi Tonhalle Zenekar tagja volt, majd 1948-tól és 1950-ig a Winterhuri Szimfonikusok első fuvolása volt. 1950-ben Wilhelm Furtwängler karmester meghívására a Berlini Filharmonikus Zenekar első fuvolása lett, kilenc évig volt a zenekarnál, az utolsó években Herbert von Karajan irányítása alatt.
Szólista karrierje 1959-ben kezdődött, a világ nagy zenekaraival, szólistaként és kamarazenészként lépett fel. Szólistaként fellépett többek között a Camerata Bernnel, a Deutsche Kammerakademie-vel, a Dresdner Philharmonie-vel, a luzerni Festival Stringsszel, a Litván Kamarazenekarral, a münchni Bach-zenekarral stb. Számos kamarazenész partnere között megemlíthető például Boris Berman zongoraművész, Felix Gottlieb csembalóművész, Heinz Holliger oboaművész, Kocsis Zoltán zongoraművész, Bruno Canino zongoraművész és Karl Richter csembalóművész.
1952 és 1965 között Nicolet a berlini Hochschule für Musikban oktatott, nagy tiszteletnek örvendő fuvolatanár volt, 1965-ben Freiburg im Breisgauban folytatta oktatói pályáját, ahol (és Bázelben) 1981-ig tartott mesterkurzusokat. 1967-ben kiadta saját fuvolamódszerét („körkörös légzés”). Fuvolaművészek generációjának volt mestere, neves tanítványai közé tartozik Carlos Bruneel, Thierry Fischer, Irena Grafenauer, Kristiyan Koev, Jadwiga Kotnowska, Robert Langevin, Marina Piccinini, Hansgeorg Schmeiser, Kaspar Zehnderm  Ariel Zuckermann és a leghíresebb Emmanuel Pahud, aki őt követve szintén a Berlini Filharmonikusok vezető fuvolásaként kezdte karrierjét.
Előadásai és felvételei jelentős kritikai elismerést kaptak, dicsérték aprólékosan árnyalt, elegáns játékát, koncerteken karizmatikus megjelenését. Repertoárja rendkívül széles volt, Bachtól a kortárs zenéig terjedt. Zeneszerzők sora írt számára darabot, köztük Ligeti György, Takemicu Tóru, Ediszon Vasziljevics Gyenyiszov, Heinz Holliger vagy Klaus Huber.
Első házasságáról nem sokat lehet tudni. 1967-ben nősült másodszor, felesége Christiane Gerhard fuvolaművész, aki a tanítványa volt. Előbb örökbe fogadtak egy vietnámi kisfiút, aki eltűnt, majd született egy Jael nevű lányuk, aki gordonkaművész lett.

## Felvételei
Válogatás az AllMusic és a Discogs nyilvántartásából.
| Megjelenés | Tartalom | Közreműködők                                                                                               | Kiadó             |
| ---------- | --- | --- | ----------------- |
| 1954       | Manuel de Falla: Liebeszauber, Tänze aus „Der Dreispitz”; Claude Debussy: „Prélude à L'après midi d'un Faune”                          | Diana Eustrati, Berliner Philharmoniker, Fritz Lehmann                                                     | Heliodor          |
| 1961       | Johann Sebastian Bach: Ouvertüre Nr. 2 in h-moll, BWV 1067, Ouvertüre Nr. 3 in D-dur, BWV 1068                                         | Münchener Bach-Orchester, Karl Richter                                                                     | Archiv Produktion |
| 1966       | Die Virtuose Flöte – Aurèle Nicolet, Johann Sebastian Bach, Carl Philipp Emanuel Bach, Francis Poulenc, Frank Martin, Olivier Messiaen | Gerty Herzog                                                                                               | Telefunken        |
| 1974       | Wolfgang Amadeus Mozart, Joseph Haydn, Christoph Willibald Gluck: Flötenkonzerten                                                      | Münchener Bach-Orchester, Karl Richter                                                                     | Telefunken        |
| 1979       | Gioachino Rossini: Flute Quartets | Kalafusz-Trio                                                                                              | Intercord         |
| 1982       | Kompositionen für Flöte | Adorján András, Michel Debost, Irena Grafenauer, Ursula Burkhard, William Bennett, Barton Weber            | Orfeo             |
| 1988       | Louis Spohr, Wolfgang Amadeus Mozart: Harfenkonzerte                                                                                   | English Chamber Orchestra, Heinz Holliger                                                                  | Novalis           |
| 1993       | Frank Martin, Arthur Honegger, Bohuslav Martinů: Concertos, Chamber Music                                                              | Ursula Holliger, Heinz Holliger, John Constable, The Academy of St. Martin-in-the-Fields, Neville Marriner | Philips           |
| 1997       | Johann Sebastian Bach: Double & Triple Concertos                                                                                       | Peter Serkin, Bruno Canino, Yuuko Shiokawa, Schiff András, Camerata Bern                                   | Decca             |
| 2000       | Darius Milhaud: Kammermusik für Bläser und Klavier                                                                                     | Eduard Brunner / Heinz Holliger / Oleg Maisenberg                                                          | Orfeo             |
| 2007       | Haydn, Weber: Trios & Sonatas – Flute, Cello, Piano                                                                                    | Bruno Canino, Rocco Filippini, Aurèle Nicolet, Christiane Nicolet                                          | Novalis Classics  |
| 2011       | Ligeti György: Melodien, Double Concerto, Chamber Concerto, etc.                                                                       | London Sinfonietta, David Atherton                                                                         | Decca             |
| 2014       | Flute Concertos: Wolfgang Amadeus Mozart, Joseph Haydn, Christoph Willibald Gluck (Karl Richter Edition)                               | Mönchener Bach-Orchester, Karl Richter                                                                     | Profil            |